# Island (gruppo musicale)
Gli Island sono stati un gruppo musicale rock progressivo svizzero attivo nella seconda metà degli anni settanta.

## Storia
Il gruppo, formato da Peter Scherer (tastiera, pedale-basso e crotali), Güge Jürg Meier (batteria, gong e percussioni), René Fisch (sassofono, flauti, clarinetto e triangolo) e Benjamin Jäger (voce e percussioni), era influenzato dai Van Der Graaf Generator, dagli Emerson, Lake & Palmer e dai Gentle Giant, sebbene la loro musica fosse molto personale e ben più oscura e fiabesca di quella dei loro modelli.
Nel 1977 gli Island si recarono presso gli Studi Dischi-Ricordi di Milano ed incisero Pictures in soli dieci giorni. La copertina del disco è un dipinto di H.R. Giger. Nonostante i risultati notevoli, si sciolsero poco dopo.

## Discografia
- 1977 – Pictures